# Lijst van voetbalinterlands Portugal - Sovjet-Unie
Deze lijst van voetbalinterlands is een overzicht van alle officiële voetbalwedstrijden tussen de nationale teams van Portugal en de Sovjet-Unie. De landen speelden vier keer tegen elkaar. De eerste ontmoeting, de troostfinale van het Wereldkampioenschap voetbal 1966, werd gespeeld in Londen (Verenigd Koninkrijk) op 28 juli 1966. Het laatste duel, een kwalificatiewedstrijd voor het Europees kampioenschap voetbal 1984, vond plaats op 13 november 1983 in Lissabon.

## Wedstrijden
| № | Plaats         | Datum            | Competitie           | Wedstrijd              | Uitslag |
| - | -------------- | ---------------- | -------------------- | ---------------------- | ------- |
| 1 | Londen         | 28 juli 1966     | WK 1966              | Portugal – Sovjet-Unie | 2 – 1   |
| 2 | Belo Horizonte | 6 juli 1972      | Vriendschappelijk    | Portugal – Sovjet-Unie | 1 – 0   |
| 3 | Moskou         | 27 april 1983    | EK 1984 kwalificatie | Sovjet-Unie – Portugal | 5 – 0   |
| 4 | Lissabon       | 13 november 1983 | EK 1984 kwalificatie | Portugal – Sovjet-Unie | 1 – 0   |

## Samenvatting
| Competitie        | Totaal gespeeld | Winst Portugal | Gelijk | Winst Sovjet-Unie | Doelsaldo Portugal – Sovjet-Unie |
| ----------------- | --------------- | -------------- | ------ | ----------------- | -------------------------------- |
| WK-eindronde      | 1               | 1              | 0      | 0                 | 2 − 1                            |
| EK-kwalificatie   | 2               | 1              | 0      | 1                 | 1 − 5                            |
| Vriendschappelijk | 1               | 1              | 0      | 0                 | 1 − 0                            |
| Totaal            | 4               | 3              | 0      | 1                 | 4 − 6                            |